# Tridenchthonius brasiliensis
Tridenchthonius brasiliensis es una especie de arácnido del orden Pseudoscorpionida de la familia Tridenchthoniidae.

## Distribución geográfica
Se encuentra en Brasil.